# ФК Бешикташ
 Тази статия е за футболният клуб.  За градския район на Истанбул, Турция вижте Бешикташ.  
Бешикташ ЖК (на турски: Beşiktaş Jimnastik Kulübü, Бешикташ Жимнастик Кулюбю) е професионален спортен клуб от град Истанбул, Турция. Основан е през 1903 г., и е регистриран на 13 януари 1910, той е първият регистриран спортен клуб в Турция. Развива секции по футбол, баскетбол, волейбол, хандбал, лека атлетика, бокс, борба, шах, гимнастика, гребане, тенис на маса, и параолимпийски спортове.
Футболния отбор е един от водещите турски клубове. През сезон 2008/09 печели дубъл от турското първенство.

## Известни бивши футболисти
| - Даниел Амокачи - Аркоч Йозджан - Метин Текин - Али Гюлтикен - Феяз Учар - Щефан Кунц - Йордан Лечков - Златко Янков - Лес Фердинанд - Сеад Халилагич - Дмитрий Хлестов - Мирослав Кархан - Паскал Нума | - Даниел Панку - Илхан Мансъз - Серген Ялчън - Заго - Роналдо Гиаро - Оскар Кордоба - Ахмед Хасан - Федерико Джунти - Жозе Клеберсон - Рикардиньо - Аилтон - Джон Карю | - Бурак Йълмаз - Едуард Сисе - Матиас Делгадо - Родриго Тейо - Нихат Кахвечъ - Матео Ферари - Бобо - Гути - Симао Саброза - Рикардо Куарешма - Фабиан Ернст - Роберто Хилберт - Мануел Фернандеш - Лорис Кариус - Пепе - Кевин-Принс Боатенг - Воут Вегхорст - Сайл Ларин - Шинджи Кагава - Миралем Пянич - Райън Бабел - Вагнер Лав |

## Български футболисти
- Златко Янков: 1996/98 - (61 мача - 3 гола)
- Йордан Лечков: 1997/98 - (27 мача - 4 гола)

## Бивши треньори
| - Джузепе Меаца 1948/1949 - Крум Милев 1968/1969 - Милош Милутинович 1977/1978, 1986/1987 - Гордон Милне 1987/1994 - Кристоф Даум 1994/1996, 2001/2002 - Расим Кара 1996/1997 - Джон Тошак 1997/1998 - Карл-Хайнц Фелдкамп 1998/1999 - Ханс Петер Бригел 1999/2000 - Невио Скала 2000/2001 - Мирча Луческу 2002/2004 | - Висенте дел Боске 2004/2005 - Ръза Чалъмбай 2004/2005 - Жан Тигана 2005/2007 - Ертугрул Саглам 2007/2009 - Мустафа Денизли 2009/2010 - Бернд Шустер 2010/2011 - Карлош Карвалял 2011/2012 - Тайфур Хавутчу 2011/2012 - Самет Айбаба 2012/2013 - Славен Билич 2013/2015 |

## Стадион
„Водафон Арена“ се намира в югозападната част на Истанбул и е дом на „Бешикташ“ от 2011 г. насам. Преди това клубът играе своите срещи на „Тюрк Телеком Арена“, намиращ се в настоящия тренировъчен център на турците, носещ името „Тюрк Телеком Арена“. Бешикташ“ изиграва своя първи мач тук на 11 април 2011 г. в мач от Турската Суперлига срещу Галатасарай. През годините клубът използва съвместно стадиона и с други турски отбори, като Фенербахче и Трабзонспор. „Водафон Арена“ разполага с 41 903 (седящи), 60 000 (с правостоящите) е собственост на град Истанбул.

## Успехи
Суперлига Турция
- Шампион (16): 1956/57, 1957/58, 1958/59, 1959/60, 1965/66, 1966/67, 1981/82, 1985/86, 1989/90, 1990/91, 1991/92, 1994/95, 2002/03, 2008/09, 2015/16, 2016/17, 2020/21
- Вицешампион (14): 1962/63, 1963/64, 1964/65, 1967/68, 1973/74, 1984/85, 1986/87, 1987/88, 1988/89, 1992/93, 1996/97, 1998/99, 1999/00, 2006/07
- Трето място (13): 1960/61, 1961/62, 1968/69, 1984/85, 1995/96, 2001/02, 2003/04, 2005/06, 2007/08, 2012/13, 2013/14, 2014/15, 2018/19

Турски футболен шампионат: (1924 – 1951)
- Шампион (2): 1934, 1951

Купа на Турция
- Носител (11): 1974/75, 1988/89, 1989/90, 1993/94, 1997/98, 2005/06, 2006/07, 2008/09, 2010/11, 2020/21, 2023/24
  -  Финалист (6): 1965/66, 1976/77, 1983/84, 1992/93, 1998/99, 2001/02

Суперкупа на Турция
- Носител (10): 1967, 1974, 1986, 1989, 1992, 1994, 1998, 2006, 2021, 2024
  -  Финалист (12): 1966, 1975, 1977, 1982, 1990, 1991, 1993, 1995, 2007, 2009, 2016, 2017

Купа на Премиер министъра
- Носител (6): 1943/44, 1946/47, 1973/74, 1976/77, 1987/88, 1996/97

Купа Спорт тото
- Носител (4, рекорд): 1966, 1969, 1970, 1972

Купа на Ататюрк
- Носител (1): 2000

Купа на флота
- Носител (1): 1986

Купа на TSYD
- Носител (12): 1965, 1966, 1972, 1973, 1975, 1984, 1985, 1989, 1990, 1991, 1994, 1997

Купа на авиацията
- Носител (1): 1938

Купа на полицейската асоциация
- Носител (1): 1982

Купа на Али Сами Йен-Шереф Бей
- Носител (1): 1963

Купа на победата
- Носител (1): 1953

### Международни
- Купа на европейските шампиони
  - 1/4 финалист (1): 1986/87
- Купа на УЕФА/ Лига Европа:
  - 1/4 финалист (2): 2002/03, 2016/17

### Регионални
Истанбулска футболна лига
- Шампион (13): 1923/24, 1933/34, 1938/39, 1939/40, 1940/41, 1941/42, 1942/43, 1944/45, 1945/46, 1949/50, 1950/51, 1952, 1953/54
  -  Вицешампион (6): 1932/33, 1943/44, 1947/48, 1948/49, 1952/53, 1954/55

Купа на Истанбул
- Носител (2): 1944, 1946

Национална дивизия на Турция
- Шампион (3): 1941, 1944, 1947

Купа на панаира в Измир
- Носител (1): 1943

Купа на Турската федерация по футбол:
- Носител (2): 1956/57, 1957/58